# Чемпіонат світу з хокею із шайбою 1933
Чемпіонат світу з хокею із шайбою 1933 — 7-й чемпіонат світу з хокею із шайбою, який проходив в період з 18 лютого по 26 лютого 1933 року. Матчі відбувались у Празі. Канадці були представлені командою «Массачусетс Рейнджерс».
У рамках чемпіонату світу пройшов 18-й чемпіонат Європи.

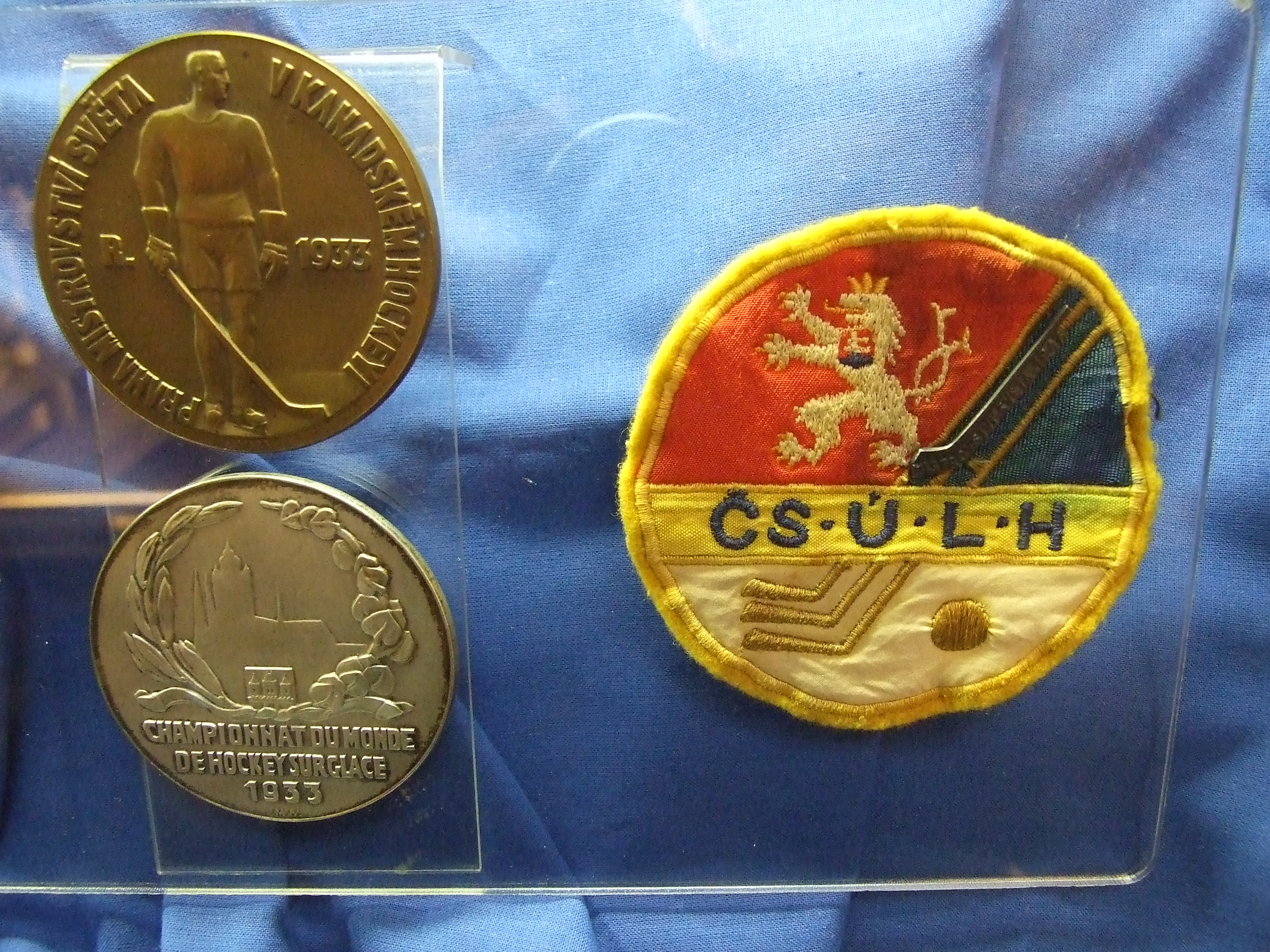
Медалі ЧС 1933 року

## Попередній раунд
На попередньому етапі десять збірних у трьох групах виявили шістку команд, які продовжують боротьбу на другому етапі.

### Група А
| 18 лютого 1933 | Прага | Чехословаччина | – | Румунія | 8:0 (2:0,4:0,2:0) |
| 18 лютого 1933 | Прага | Австрія        | – | Італія  | 3:0 (0:0,2:0,1:0) |
| 19 лютого 1933 | Прага | Італія         | – | Румунія | 2:0 (1:0,1:0,0:0) |
| 19 лютого 1933 | Прага | Чехословаччина | – | Австрія | 2:1 (1:1,1:0,0:0) |
| 20 лютого 1933 | Прага | Австрія        | – | Румунія | 7:1 (3:0,2:0,2:1) |
| 20 лютого 1933 | Прага | Чехословаччина | – | Італія  | 3:1 (1:0,1:1,1:0) |

| М |                | М | В | Н | П | Ш    | Очк |
| - | -------------- | - | - | - | - | ---- | --- |
| 1 | Чехословаччина | 3 | 3 | 0 | 0 | 13:2 | 6   |
| 2 | Австрія        | 3 | 2 | 0 | 1 | 11:3 | 4   |
| 3 | Італія         | 3 | 1 | 0 | 2 | 3:6  | 2   |
| 4 | Румунія        | 3 | 0 | 0 | 3 | 1:17 | 0   |

### Група В
| 18 лютого 1933 | Прага | Німеччина | – | Бельгія | 6:0 (1:0,3:0,2:0) |
| 19 лютого 1933 | Прага | Німеччина | – | Польща  | 2:0 (1:0,1:0,0:0) |
| 20 лютого 1933 | Прага | Польща    | – | Бельгія | 1:0 (0:0,1:0,0:0) |

| М |           | М | В | Н | П | Ш   | Очк |
| - | --------- | - | - | - | - | --- | --- |
| 1 | Німеччина | 2 | 2 | 0 | 0 | 8:0 | 4   |
| 2 | Польща    | 2 | 1 | 0 | 1 | 1:2 | 2   |
| 3 | Бельгія   | 2 | 0 | 0 | 2 | 0:7 | 0   |

### Група С
| 18 лютого 1933 | Прага | Швейцарія | – | Латвія   | 5:1 |
| 19 лютого 1933 | Прага | Швейцарія | – | Угорщина | 1:0 |
| 20 лютого 1933 | Прага | Угорщина  | – | Латвія   | 3:0 |

| М |           | М | В | Н | П | Ш   | Очк |
| - | --------- | - | - | - | - | --- | --- |
| 1 | Швейцарія | 2 | 2 | 0 | 0 | 6:1 | 4   |
| 2 | Угорщина  | 2 | 1 | 0 | 1 | 3:1 | 2   |
| 3 | Латвія    | 2 | 0 | 0 | 2 | 1:8 | 0   |

## Матчі за 9-12 місця
| Перший раунд    |       |         |   |         |     |
| 24 лютого 1933  | Прага | Бельгія | – | Румунія | 2:3 |
| 24 лютого 1933  | Прага | Італія  | – | Латвія  | 0:2 |
| Матч за 9 місце |       |         |   |         |     |
| 25 лютого 1933  | Прага | Румунія | – | Латвія  | 1:0 |

## Другий раунд

### Група D
| 21 лютого 1933 | Прага | Австрія   | – | Угорщина  | 1:0 |
| 21 лютого 1933 | Прага | Канада    | – | Німеччина | 5:0 |
| 22 лютого 1933 | Прага | Німеччина | – | Угорщина  | 4:0 |
| 22 лютого 1933 | Прага | Канада    | – | Австрія   | 4:0 |
| 23 лютого 1933 | Прага | Австрія   | – | Німеччина | 2:0 |
| 23 лютого 1933 | Прага | Канада    | – | Угорщина  | 3:1 |

| М |           | М | В | Н | П | Ш    | Очк |
| - | --------- | - | - | - | - | ---- | --- |
| 1 | Канада    | 3 | 3 | 0 | 0 | 12:1 | 6   |
| 2 | Австрія   | 3 | 2 | 0 | 1 | 3:4  | 4   |
| 3 | Німеччина | 3 | 1 | 0 | 2 | 4:7  | 2   |
| 4 | Угорщина  | 3 | 0 | 0 | 3 | 1:8  | 0   |

### Група E
| 21 лютого 1933 | Прага | США            | – | Швейцарія | 7:0 |
| 21 лютого 1933 | Прага | Чехословаччина | – | Польща    | 1:0 |
| 22 лютого 1933 | Прага | США            | – | Польща    | 4:0 |
| 22 лютого 1933 | Прага | Чехословаччина | – | Швейцарія | 1:0 |
| 23 лютого 1933 | Прага | Швейцарія      | – | Польща    | 3:1 |
| 23 лютого 1933 | Прага | Чехословаччина | – | США       | 0:6 |

| М |                | М | В | Н | П | Ш    | Очк |
| - | -------------- | - | - | - | - | ---- | --- |
| 1 | США            | 3 | 3 | 0 | 0 | 17:0 | 6   |
| 2 | Чехословаччина | 3 | 2 | 0 | 1 | 2:6  | 4   |
| 3 | Швейцарія      | 3 | 1 | 0 | 2 | 3:9  | 2   |
| 4 | Польща         | 3 | 0 | 0 | 3 | 1:8  | 0   |

## Матчі за 5 - 8 місця
- за 7 місце  Угорщина —  Польща 1:1

Обидві збірні зайняли 7 місце
- за 5 місце  Німеччина —  Швейцарія 1:1

Обидві збірні зайняли 5 місце

## Фінальний раунд

### Півфінали
- США —  Австрія 4:0
- Канада —  Чехословаччина 4:0

### Матч за 3-є місце (європейській фінал)
- Чехословаччина —  Австрія 2:0

### Фінал
- США —  Канада 2:1

## Підсумкова таблиця чемпіонату світу
|    | США            |
|    | Канада         |
|    | Чехословаччина |
| 4  | Австрія        |
| 5  | Німеччина      |
| 5  | Швейцарія      |
| 7  | Угорщина       |
| 7  | Польща         |
| 9  | Румунія        |
| 10 | Латвія         |
| 11 | Італія         |
| 12 | Бельгія        |

### Склад чемпіонів світу
- Воротар — Джеррі Косбі;
- Захисники — Бен Ленгмейд (капітан), Джон Геррісон;
- Нападники — Джим Бреккінрідж, Шерман Форбс, Ченнінг Гіллард, Френк Холленд, Стюарт Айглгарт, Вінтроп Палмер, Леррі Сенфорд.
- Тренер — Волтер Браун.

## Підсумкова таблиця чемпіонату Європи
|    | Чехословаччина |
|    | Австрія        |
|    | Німеччина      |
|    | Швейцарія      |
| 5  | Угорщина       |
| 5  | Польща         |
| 7  | Румунія        |
| 8  | Латвія         |
| 9  | Італія         |
| 10 | Бельгія        |